# رون گریون
رون گریون (انگلیسی: Ron Fearon؛ زادهٔ ۱۹ نوامبر ۱۹۶۰) بازیکن فوتبال اهل بریتانیا است.
از باشگاه‌هایی که در آن بازی کرده‌است می‌توان به باشگاه فوتبال دوور اتلتیک، باشگاه فوتبال هندون، باشگاه فوتبال ساوتند یونایتد، باشگاه فوتبال ردینگ، باشگاه فوتبال اشفورد تاون، باشگاه فوتبال ساتون یونایتد، باشگاه فوتبال ایپسویچ تاون، کلمبوس کرو، باشگاه فوتبال چلمزفورد سیتی، باشگاه فوتبال بارنت، باشگاه فوتبال برایتون اند هوو آلبیون، باشگاه فوتبال والسال، و باشگاه فوتبال لیتون اورینت اشاره کرد.